# Église Saint-Méen de Lannevent
L'église Saint-Méen de Lannevent est située sur la commune de Bégard en France.

## Localisation
L'église est située sur la commune de Bégard dans le département des Côtes-d'Armor, dans la région Bretagne.

## Description
L'église est précédée d'un porche surmonté d'un clocher auquel donne accès une tour cylindrique accolée au pignon, et couverte d'un dôme sous une série de petites ouvertures en couronne. L'édifice en croix latine s'ouvre par une porte garnie d'une accolade et de crochets.

## Historique
L'église est inscrite partiellement au titre des monuments historiques par arrêté du 19 février 1964.

## Protection
Éléments protégés : l'église et son placître planté d'arbres.

## Galerie

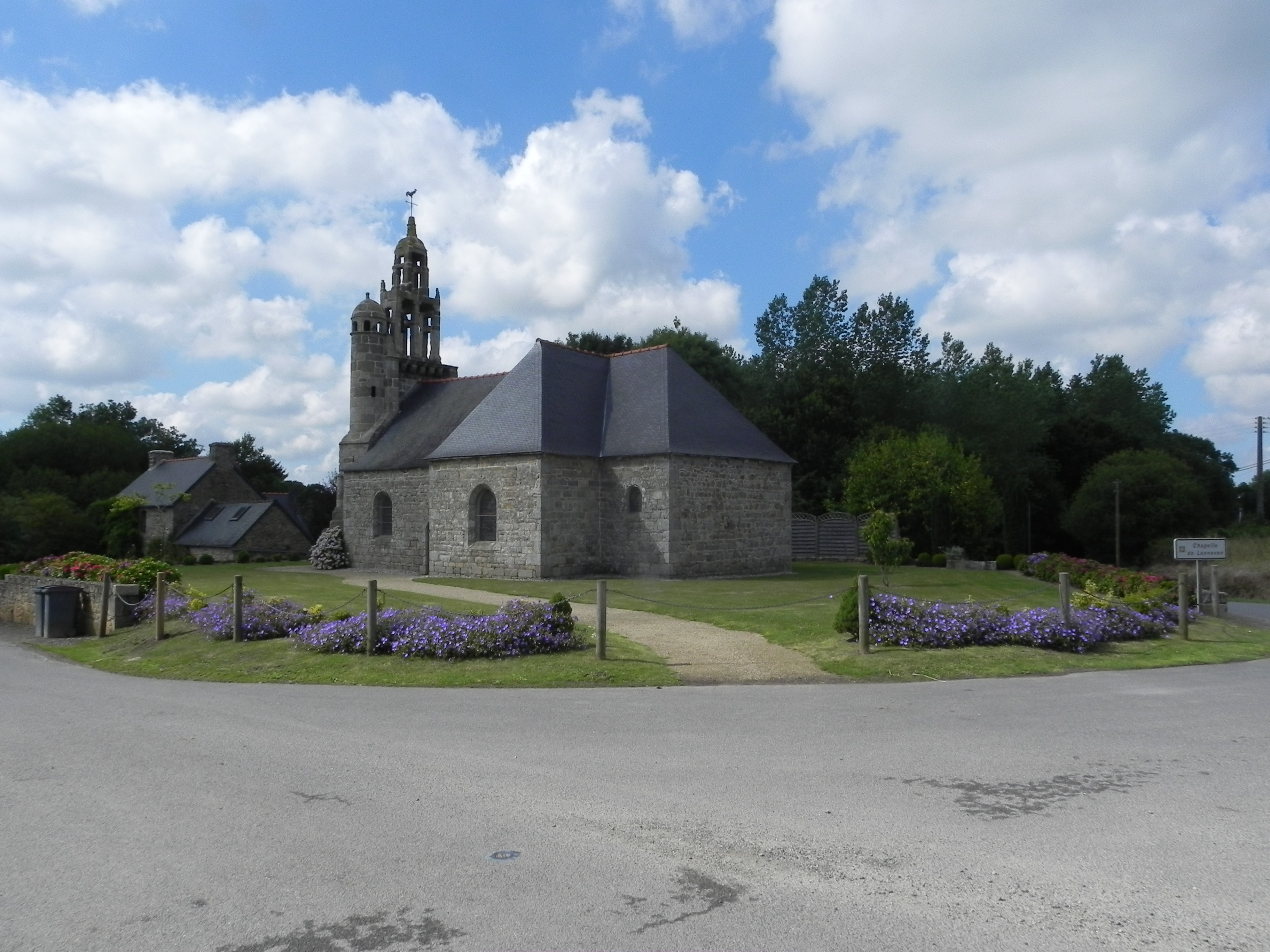
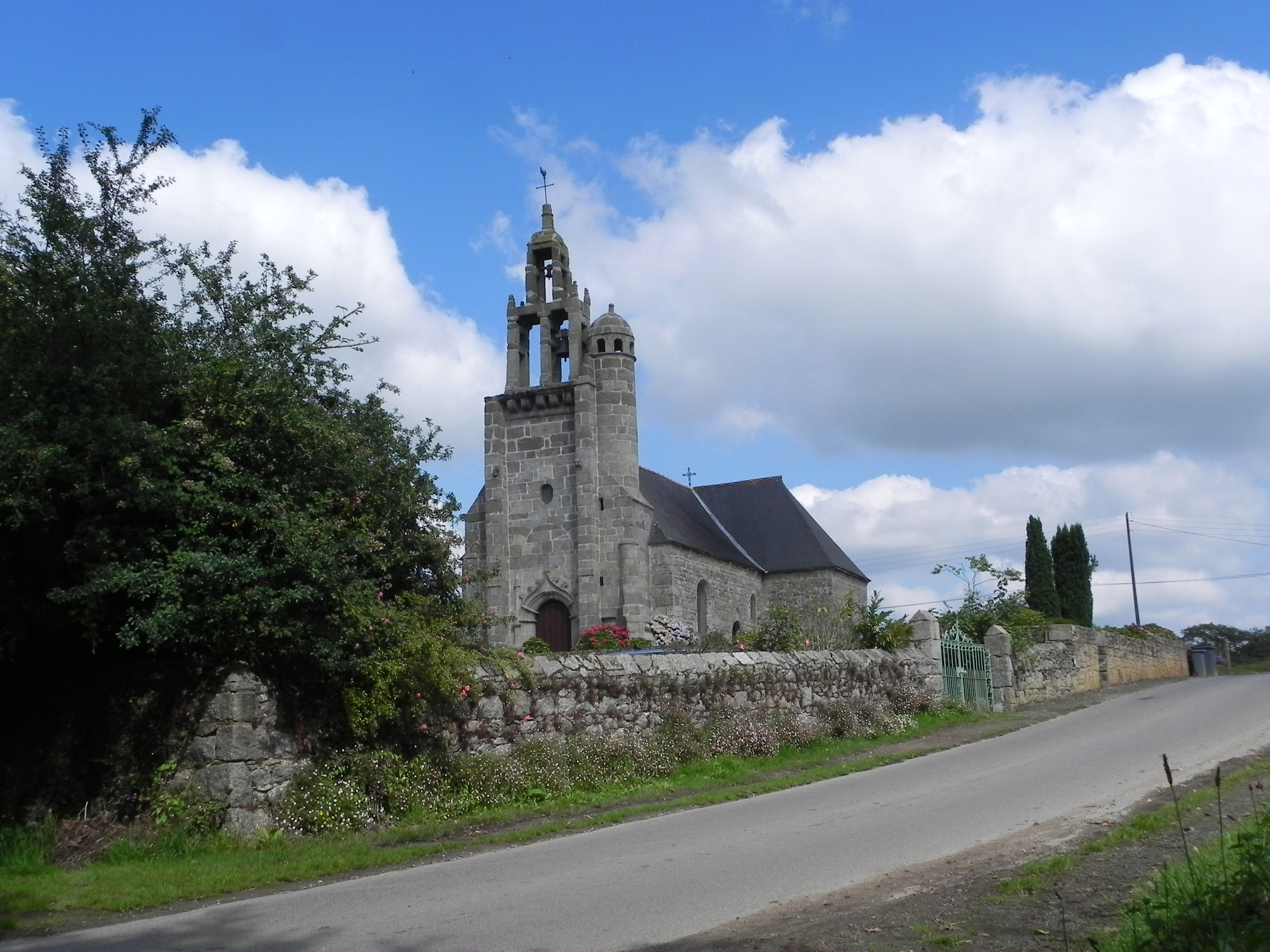
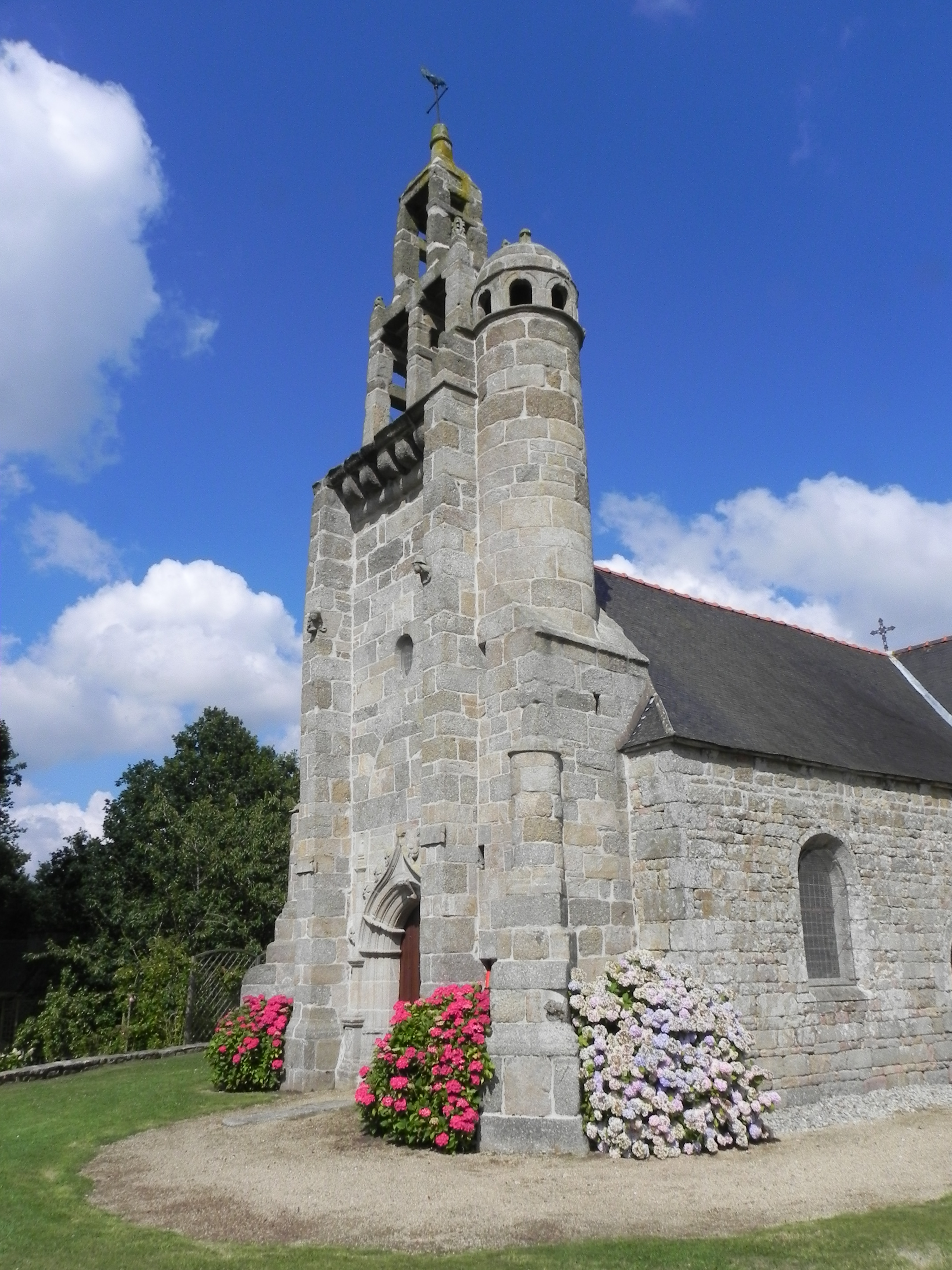
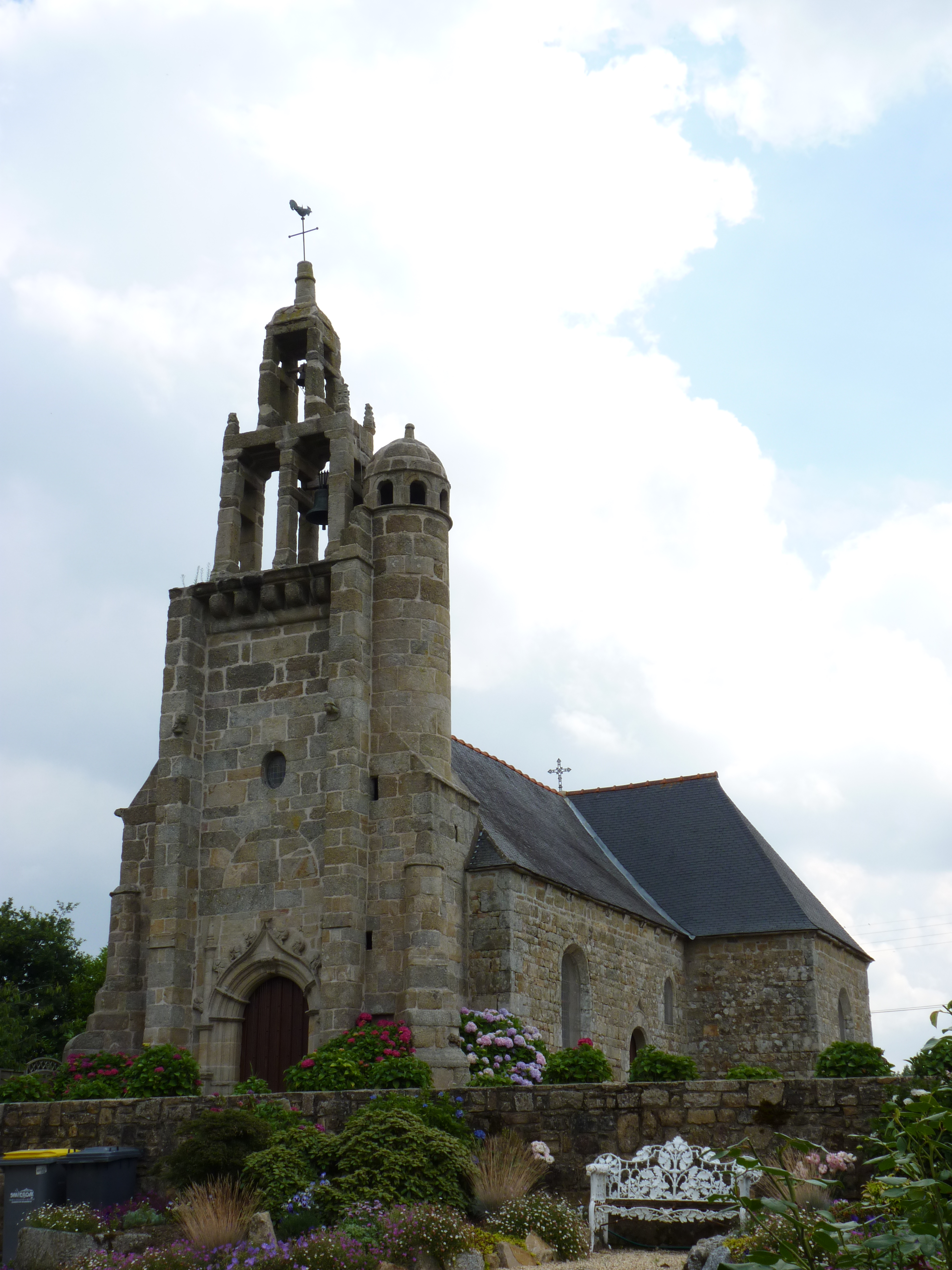
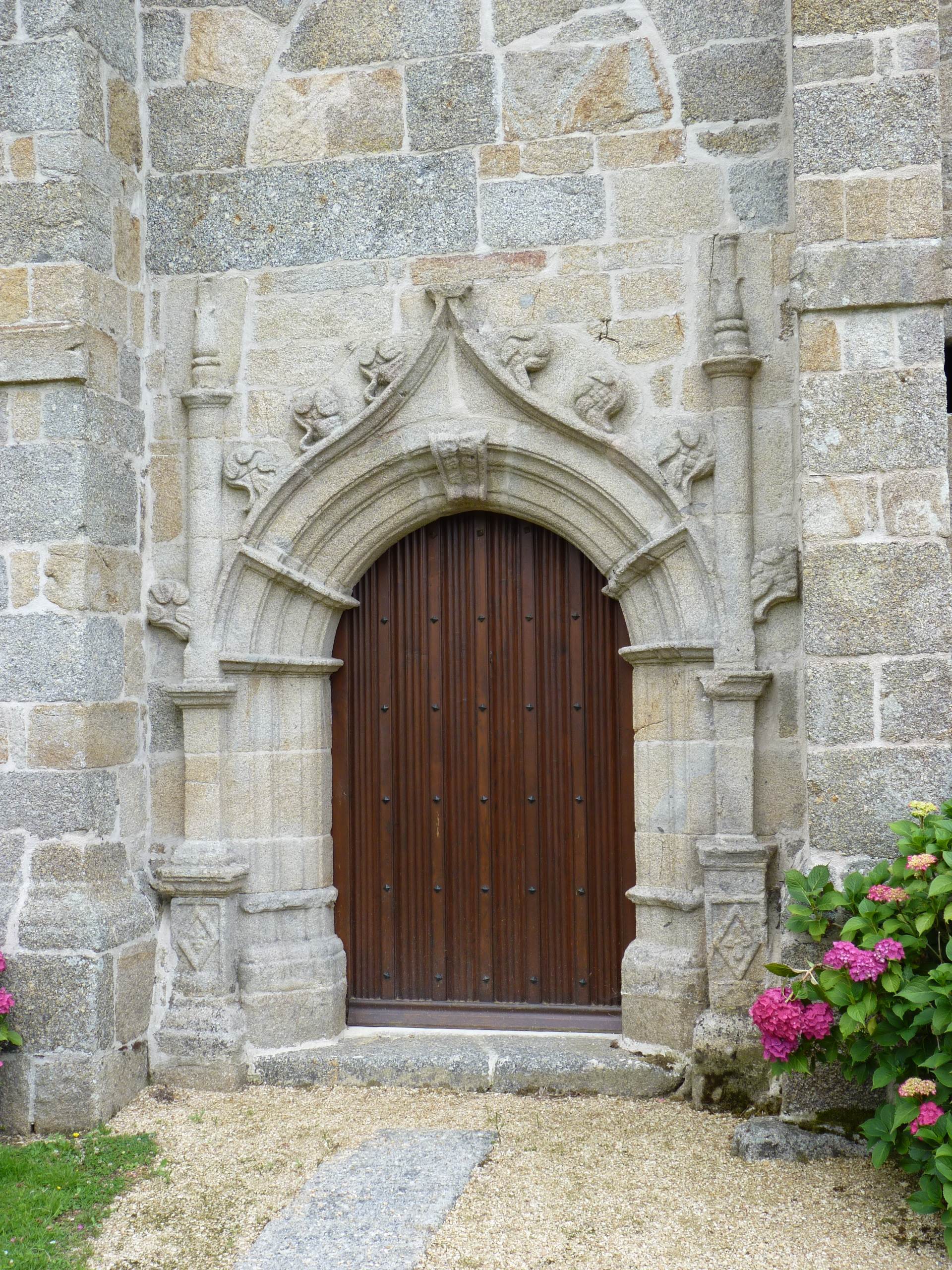
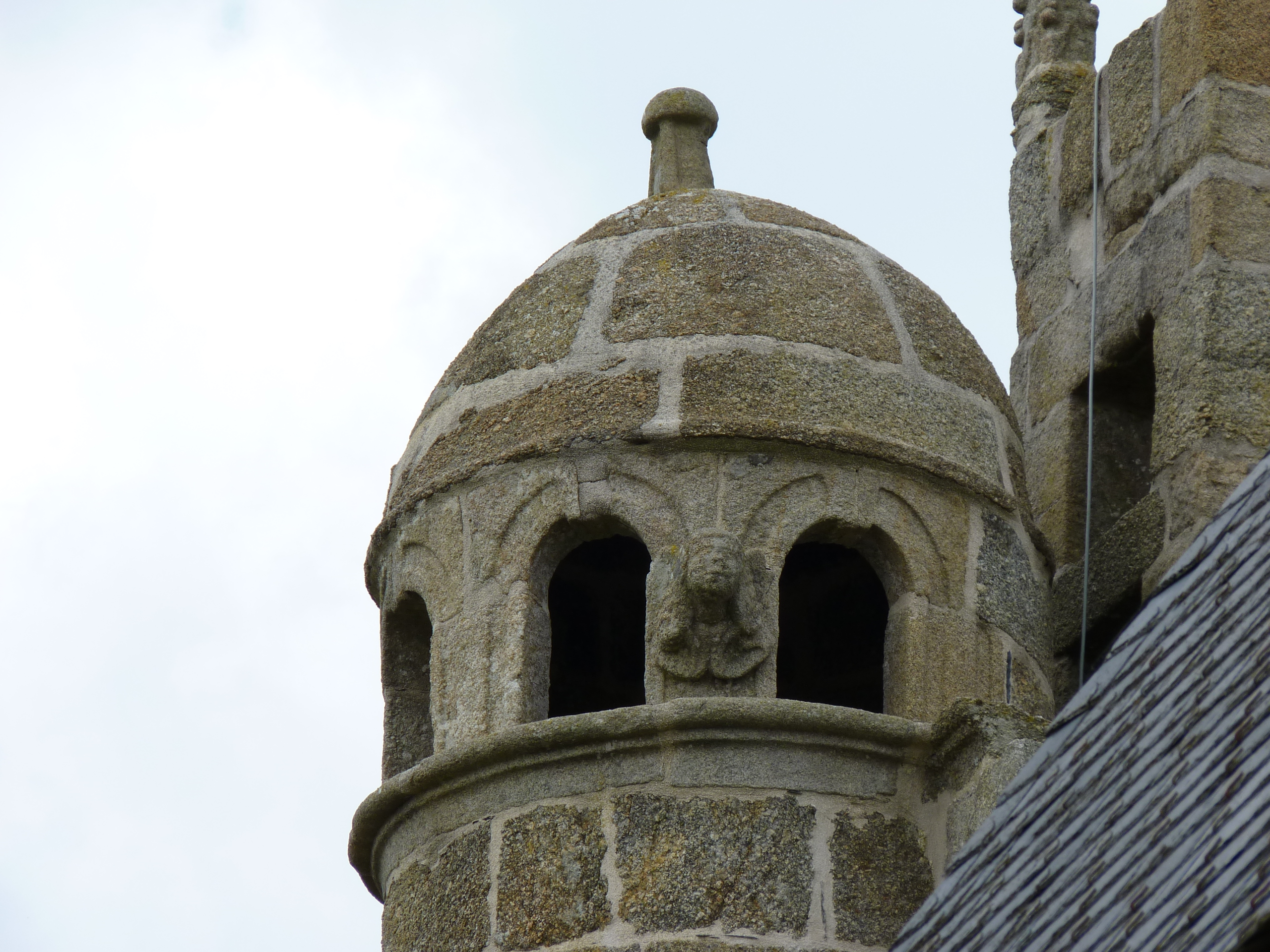
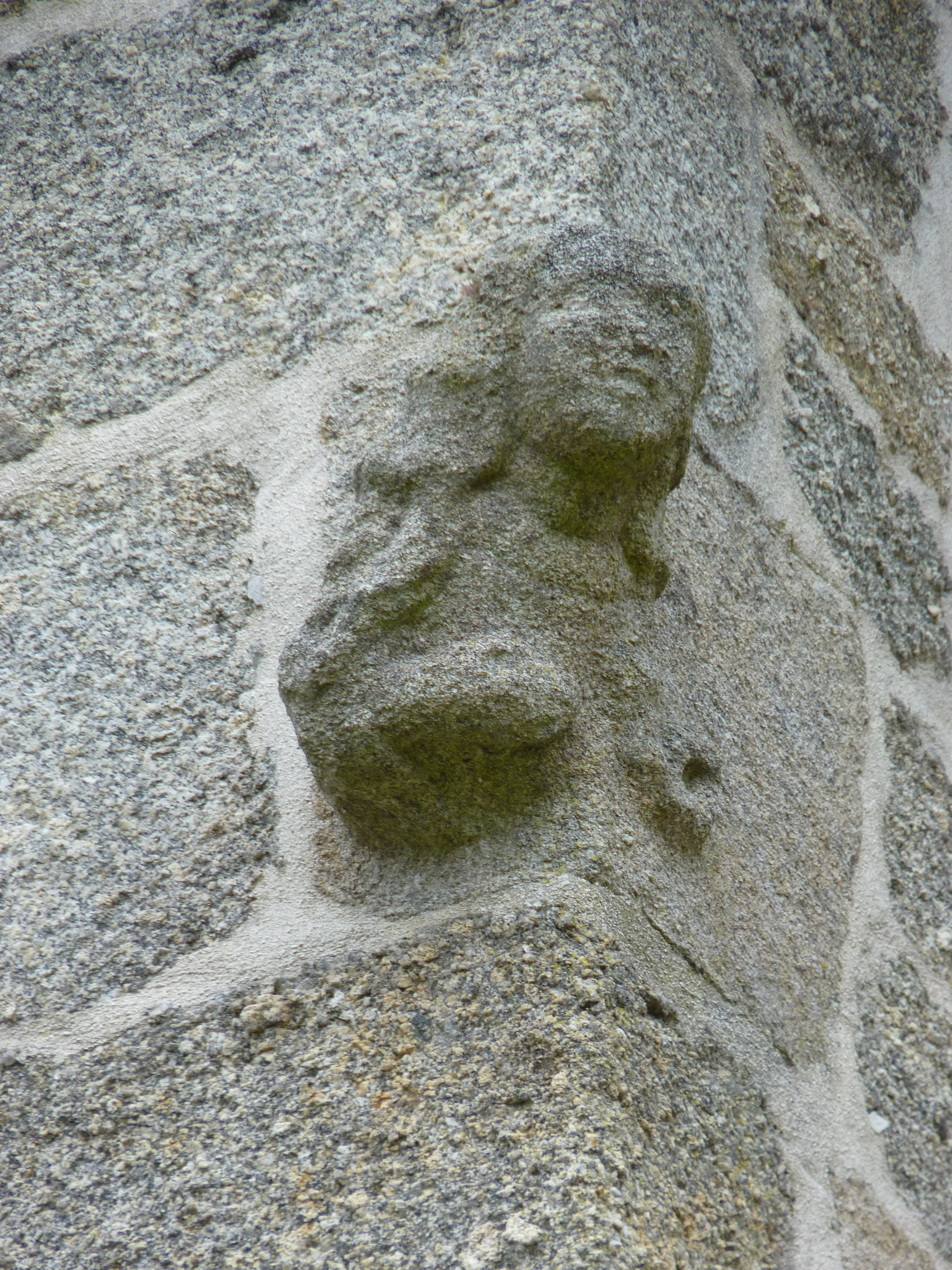
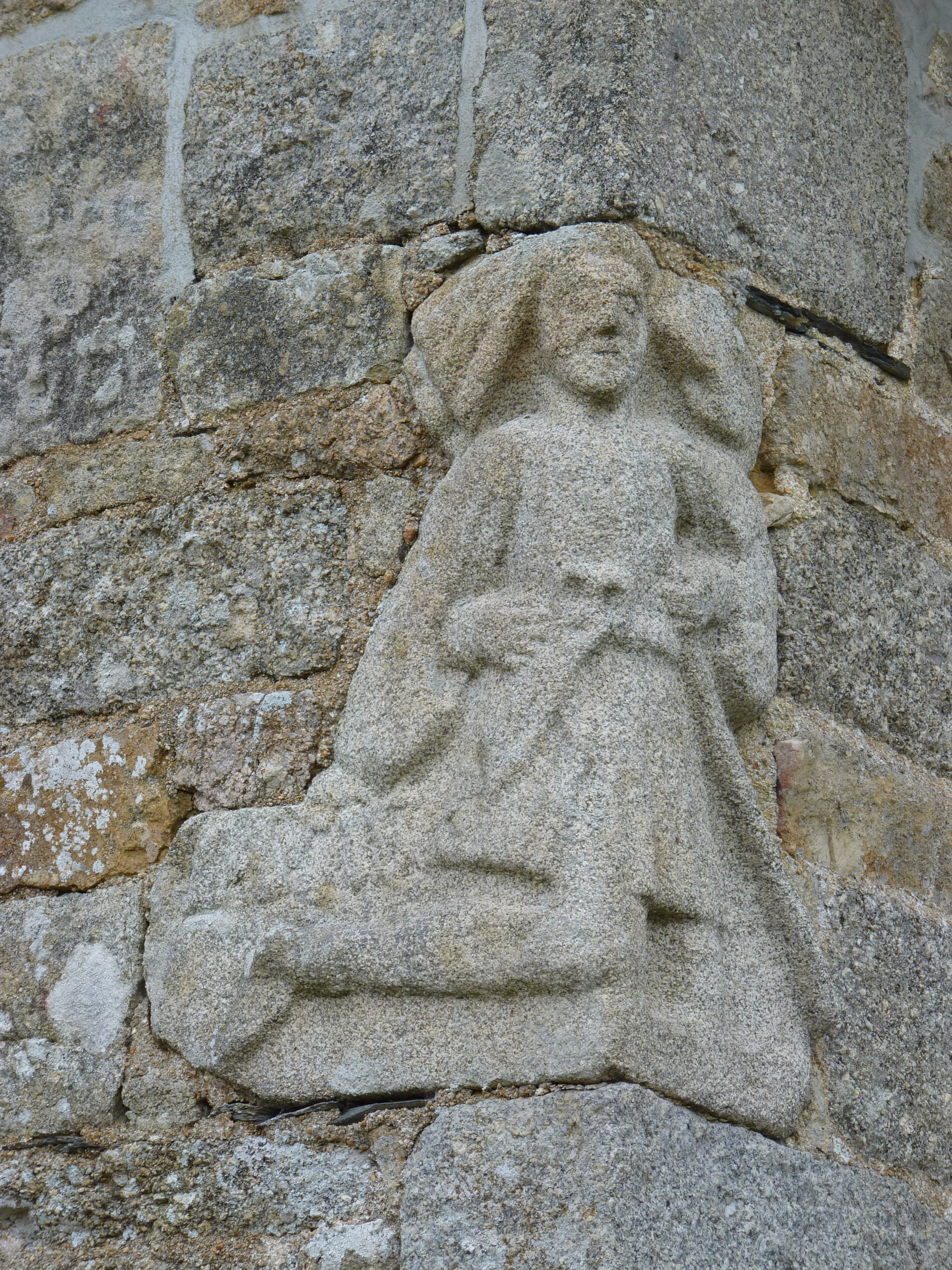
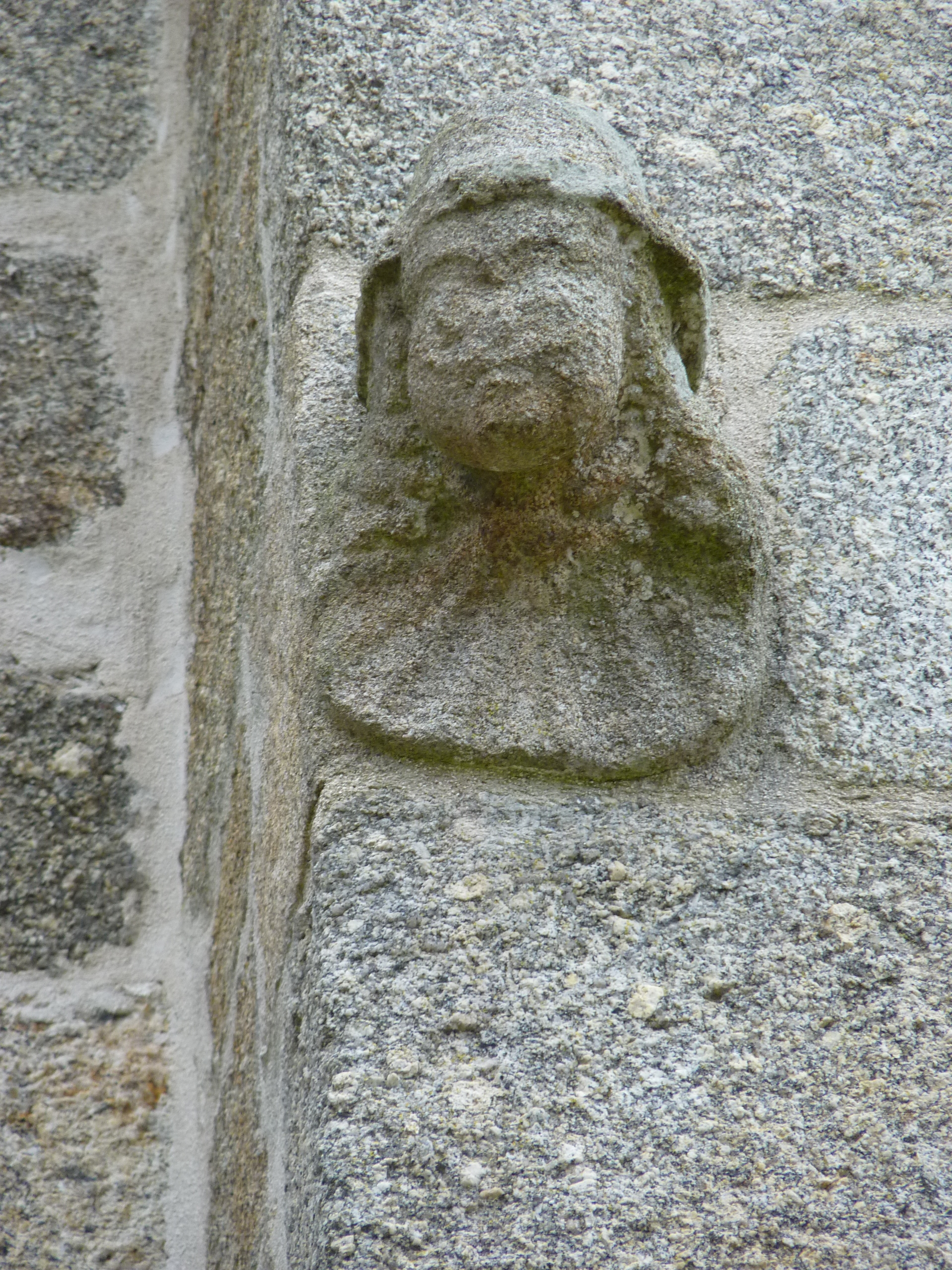